# Grb Poljske
Grb Poljske čini ovjenčani bijeli nagorušeni orao na crvenom (gules) štitu.
Bijela boja ne postoji u heraldici i umjesto nje koristi se izraz "srebrna" (argent) boja, ali se za orla na poljskom grbu kaže da je bijel, a ne srebrn.

## Povijest
Bijeli orao prvi put kao simbol se pojavljuje za kraljevanja Boleslava Hrabrog (992. – 1025.) na novčićima. Predstavljao je znak Pjastovića. Kao simbol Poljske uveo ga je Pšemisl II.
Današnji izgled grb je dobio 1927. kada je amandmanom postao dio Ustava. Tijekom komunističke vladavine kruna je uklonjena, a rozete na vrhu krila zamijenjene petokrakama. Nakon pada željezne zavjese godine 1990. vraćena je kruna kralja Poljske.

## Legenda
Prema legendi bijeli orao vuče korijene iz priče o Lehu, legendarnom poljskom osvajaču. On je vidio gnijezdo bijelog orla, što mu je izgledalo kao dobar znak i odlučio na tom mjestu osnovati grad Gnjezno. Kada je bijeli orao raširio krila i uzletio ka nebesima, jedan sunčani znak pao je na njegova krila, obojivši vrh zlatnom bojom, dok je ostatak bio čisto bijel. Taj sunčani znak ranije je postojao na raznim grbovima, ali se vremenom izgubio.